# Irland i Eurovision Song Contest 2014
Irland deltog Eurovision Song Contest 2014 i Köpenhamn i Danmark. 

## Upplägg
Även om Irland kom sist i finalen året innan så beslöt sig RTÉ i juli 2013 att Irland kommer delta i Eurovision Song Contest 2014.
Än en gång kommer Irland att använda sig av The Late Late Show som är landets största musikprogram..
Som vanligt kommer 5 bidrag framföras i finalen.

## Late Late Show
Dessa är de fem bidragen.
| Startnr | Artist                     | Sång                    | Poäng | Placering |
| ------- | -------------------------- | ----------------------- | ----- | --------- |
| 1       | Patricia Roe               | "Don't Hold On"         | 56    | 4         |
| 2       | Eoghan Quigg               | "The Movie Song"        | 102   | 2         |
| 3       | Can-Linn feat. Kasey Smith | "Heartbeat"             | 114   | 1         |
| 4       | Andrew Mann                | "Be Mine"               | 44    | 5         |
| 5       | Laura O'Neill              | "You Don't Remember Me" | 84    | 3         |

## Under Eurovision
Irland kommer att delta i andra semifinalen den 8 maj i Köpenhamn.